# Васкес Гарсед, Ванда
Ванда Васкес Гарсед (исп. Wanda Vázquez Garced; род. 9 июля 1960, Сан-Хуан, Пуэрто-Рико) — пуэрто-риканский адвокат и государственный служащий, Губернатор Пуэрто-Рико с 2019 по 2021 годы. До своего пребывания на посту губернатора она работала министром юстиции с 2017 по 2019 годы.

## Ранняя жизнь и образование
Васкес Гарсед родилась в Сан-Хуан Пуэрто-Рико, и выросла в Сантурсе, Сан-Хуан. Она начала свое начальное обучение в школах Рамона Марина и Маргариты Янер в Гуайнабо. Васкес заинтересовалась правом в раннем возрасте. В одном из интервью она сказала, что раньше смотрела сериалы, такие как Гавайи 5-O, со своим отцом, что привело её к осознанию того, что она хочет продолжить карьеру в этом направлении. Васкес училась в университете Пуэрто-Рико, где получила степень бакалавра. После этого она получила степень доктора юридических наук на юридическом факультете Межамериканского университета Пуэрто-Рико.

## Ранняя карьера
В течение 1980-х Васкес работала в Департаменте жилищного строительства Пуэрто-Рико. Затем была окружным прокурором в Департаменте юстиции Пуэрто-Рико в течение 20 лет. Васкес специализируется в случаях домашнего и сексуального насилия. Она также работала в уголовном отделе прокуратуры Баямона.
В 2010 году Васкес была назначена вместо Ивонн Фелисиано главой Управления по правам женщин острова. 30 ноября 2016 года избранный губернатор Рикардо Росселло назначил её на должность министра юстиции Пуэрто-Рико. Она была утверждена и приведена к присяге 18 января 2017 года.

## Губернатор Пуэрто-Рико
Первоначально предполагалось, что Васкес Гарсед станет губернатором Пуэрто-Рико после отставки Рикардо Росселло 2 августа 2019 года. Её встретили с оппозицией, критики требовали её отставки из-за обвинений в коррупции и неспособности бороться с гендерным насилием на острове. Произошли протесты против её предполагаемой преемственности на посту губернатора, наиболее заметным из которых был марш Somos Más, в переводе с испанского «We Are More» — название, намекающее на популярное скандирование во время протестов, призывающих к отставке Росселло. Хэштег #WandaRenuncia (в переводе с испанского «Wanda Resign») начал появляться в Твиттере вскоре после того, как Росселло объявил о своём намерении уйти в отставку. Гарсед заявила в Твиттере, что она не заинтересована в том, чтобы стать губернатором, и что займет эту должность только в том случае, если этого потребует конституция.
31 июля Росселло объявил, что назначает Педро Пьерлуизи новым государственным секретарём; Государственный секретарь заменяет министра юстиции в порядке правопреемства. 1 августа, однако, сенат Пуэрто-Рико заблокировал Пьерлуиси от утверждения в качестве госсекретаря во время отставки Росселло 2 августа. После отставки Росселло Пьерлуизи стал губернатором, а не Гарсед. Однако, он не был утверждён Сенатом, ставя под сомнение обоснованность его губернаторства.
7 августа 2019 года Верховный суд Пуэрто-Рико постановил, что Пьерлуиси был приведён к присяге на неконституционных основаниях, и снял его с должности, начиная с 5 часов вечера. В то время Васкес стала второй женщиной-губернатором Пуэрто-Рико.
До 2019 года на уровне США поддерживала демократическую партию, с 2019 года поддерживает республиканскую партию.
Проиграла праймериз НПП 2020 года кандидату, поддерживаемому демократами.

## Личная жизнь
Васкес замужем за Хорхе Диас Ревероне, судьёй в Кагуасе, Пуэрто-Рико, и имеет двух дочерей Стефани и Беатрис Диас Васкес.